# フィラデルフィア・フライヤーズ
フィラデルフィア・フライヤーズ（Philadelphia Flyers）は、アメリカ合衆国ペンシルベニア州フィラデルフィアを本拠としているナショナルホッケーリーグ（NHL）所属のプロアイスホッケーチームである。

## 歴史
フィラデルフィア市は何年にもわたってNHLのフランチャイズ権を渇望要求し続け、1967年になってNHLが発足40年にして初めてリーグを拡張させた時にやっとその一つを得ることができた。新チームについては、NHL加盟チームのうちエクスパンションシックス以外のいわゆるオリジナルシックスチームの全主要選手の移籍を禁ずるという制約的なルールによって足かせがはめられていた（オリジナルシックス及びエクスパンションシックスについては、NHL参照）。フライヤーズ創設シーズンにおけるチーム得点王であるレオン・ロシュフォート(Leon Rochefort)ですらわずか21ゴールといった状況であった。
1967年10月19日、スペクトラムで行われた最初のホームゲームでは、観客はわずか7000人しか集まらなかったが、ピッツバーグ・ペンギンズを1-0で破った。NHLに新規加入した6チームはすべて西部地区 (Western Division) に所属させられ、フライヤーズはその初年度に同地区第1位の成績を収めた。しかし、プレイオフ第1ラウンドではセントルイス・ブルースに大敗を喫した。1970年代初頭頃にはフライヤーズは、オリジナルシックスチームにも挑戦しうるだけの実力を見せ始めていた。
1973年10月11日の開幕戦で、ケイト・スミスがゴッド・ブレス・アメリカを歌った。このシーズンチームはスタンレー・カップ初優勝を果たし、バーニー・ペアレントがコーン・スマイス賞に選ばれた。現在もホームで行われるプレーオフでは、ケイト・スミスのビデオクリップ映像が流される。1974年、フライヤーズは第6戦でボストン・ブルーインズを破って見事エクスパンションチーム初のスタンレー・カップ優勝を成し遂げ、ボビー・クラーク (Bobby Clarke) はエクスパンションチーム初のスーパースターとしてその名を顕した。
しかしながら、フライヤーズは他チームからは、ならず者チーム（チームは、「ブロードストリート・ブリーズ」 (Broad Street Bullies 、ブロードストリートの暴漢の意）と揶揄されたし、実際にもそのようなものであった。例えば、スタンレー・カップに優勝したそのシーズンには、7選手合計で100分を超えるペナルティを受け、また、ある選手（デイヴ・シュルツ、Dave "The Hammer" Schultz）は、一人で348分のペナルティ（およそ6試合分の時間数に相当する）を受けた。
このようなチーム体質はこの後も続き、翌年（1975年）にもバッファロー・セイバーズを破ってスタンレー・カップ2連覇を達成したが、デイヴ・シュルツは記録となる472分のペナルティを受けた。
1976年1月11日にはスーパーシリーズの1戦として、HC CSKAモスクワと戦った4チームの中で唯一勝利した。その試合までにCSKAは、ニューヨーク・レンジャースに7-3、モントリオール・カナディアンズに3-3、ボストン・ブルーインズに5-2と前シーズンにプレーオフに出場したオリジナル・シックス3チームに2勝1分の成績をあげていた。バーニー・ペアレントを首の怪我により欠いていたこの試合で、ソ連のホッケースタイルを知り尽くしていたフレッド・シェロヘッドコーチは、パスワークの巧みなCSKAの選手をフィジカルなプレーで、自陣に多く侵入させない戦略を立てた。第1ピリオド0対0の場面でエド・ファンインプ（Ed Van Impe）がワレリー・ハルラモフに激しいチェックを行い、頭部へのひじ打ちで、ハルラモフは脳震盪を起こし数分間意識を失った。ペナルティはコールされなかったこのプレーについて、ファンインプは後に正当なチェックであり、ハルラモフが倒れたままなのは、演技であると思ったと語った。ソ連のコンスタンティン・ロクテフヘッドコーチは、選手達をリンクから控室に引き揚げさせ、試合は17分間中断した。NHLコミッショナーのクラレンス・キャンベル、NHL選手会エクゼクティブ・ディレクターのアラン・イーグルソンの説得でCSKAはリンクに戻った。この試合に対してボビー・ハルは「スティックは惨殺者になるためにわれわれに与えられているのではなく、観客に楽しい試合を見せるためにあるのだ」、ニューヨーク・タイムズは「ホッケーにテロが勝った」と評した。こうした批判に対して、フレッド・シェロヘッドコーチは、フライヤーズは殺人者の集団ではなく、非難を浴びているのはNHL最強チームであるからであり、我々は他のチームよりガッツがあっただけだと語った。
決勝でモントリオール・カナディアンズに敗れるが、この後も1982年まで毎年少なくともプレイオフ第2ラウンドまでは進出をするといった好成績を残した。
1980年は、2年目フォワードのケン・リンスマン(Ken Linseman)がチーム得点王となって、カップ決勝進出の原動力となるが、第6試合におけるボブ・ナイストロム(Bob Nystrom)の延長決勝ゴールによりニューヨーク・アイランダースの前に敗北する。もっともこの試合における同点ゴールについては、フライヤーズのファンからは、アイランダースがオフサイドを犯していたのではないかと信じられている。またこのシーズンにおいては、フライヤーズは35試合連続無敗（25勝0敗10引き分け）の記録を残している。
1985年にも、ゴーリーのペレ・リンドベルグ（リーグ戦40勝に貢献）やともに40ゴールを挙げたティム・カー (Tim Kerr)、ブライアン・プロップ (Brian Propp)らの活躍により、カップ決勝に進出した。しかし、エドモントン・オイラーズの前に歯が立たず、1勝4敗で敗退した。
1985-1986 シーズンの開幕直後にペレ・リンドベルグが自動車事故によって死亡した。その影響もあって、そのシーズンはシンデレラチームのニューヨーク・レンジャースの前に、プレーオフ1回戦で敗退した。翌1987年は、ゴーリーにロン・ヘクストール(Ron Hextall) を迎えチームの若返りを図って再びカップ決勝に進出した。オイラーズとのシリーズでフライヤーズは、0-2とリードされた後、3回逆転勝利を果たした。第6戦でも第3ピリオドにJ・J・デグノーがゴールを決め、ヘクストールがマーク・メシエを止めて第7戦まで持ち込んだが、第7戦で敗れた。
1987-1988 シーズンは、パトリック地区で3位と不本意な成績に終わった（前3年間は、いずれも地区首位）。1989年、コーチのマイク・キーナン (Mike Keenan) は解任され、その後任にはポール・ホルムグレン (Paul Holmgren)が起用された。この年、ティム・カーとリック・トケット (Rick Tocchet)はともに40ゴールを上げ、フライヤーズはウェールズ・カンファレンス決勝に進出した（カナディアンズに敗退）。
その後5年間は、ニューヨーク・レンジャースとの間で行われたエリック・リンドロス (Eric Lindros) を巡る調停合戦に勝ちを収めたにも拘らず、プレーオフ進出がならなかった。
しかし、ロックアウトにより短縮された1995年にはリンドロス、ミカエル・レンバーグ (Mikael Renberg) 、ロド・ブリンダモア {Rod Brind'Amour} 、ジョン・ルクレア (John LeClair) （マーク・レッキとのトレードでモントリオール・カナディアンズからシーズン途中で獲得）らの活躍でカンファランス決勝に進出した（ニュージャージー・デビルスに敗北）。また、その2年後にはスタンレーカップ決勝に進出するが、ここでもデトロイト・レッドウィングスに敗退した。
1999年に向けてシーズンオフに得点能力の高い右ウイングのマーク・レッキ（Mark Recchi）を再び獲得すると、イースタン・カンファレンス決勝に進出した（バッファロー・セイバーズに敗退）。
2000年には、ルーキー・ゴーリーのブライアン・バウチャー (Brian Boucher)の大活躍もあってカンファランス決勝に再進出した。フライヤーズは、このシリーズ3勝1敗と先行したが、ここから対戦相手のニュージャージー・デビルスは、カップ決勝史上まれに見る大逆転劇を演じた。この敗北から、チームはポストシーズンで意気消沈し、バウチャーは不甲斐ないゴーリーぶりを見せて、そのポジションを前チェコのスター、ロマン・チェチマネク (Roman Cechmanek) に明け渡すことになる。
2001年には、チームは再び第1ラウンドでバッファロー・セイバーズの前に姿を消した。このシリーズでは、ともにチェコ・ナショナルチームのゴーリーを務めたドミニク・ハシェックとロマン・チェチマネクが顔を合わせたが、第7戦では0対8の結果に終わった。翌2002年は、フライヤーズはまたも第1ラウンドで敗退する。このときの対戦相手は、台頭しつつあったオタワ・セネターズであった。
ゴーリーのチェチマネクは、チームの大看板であるアダム・オーツ、マーク・レッキ、ジョン・ルクレアらの精彩を欠くプレー（特にルクレア、レッキはシリーズで1ゴールも上げられなかった）にも拘らず、安易にゴールを許したと非難され、このシリーズ敗北の責任の大半を負わされた。
そのシーズンオフには、GMのボビー・クラークはチームの大改造を行った。まず、コーチのビル・バーバー (Bill Barber) を解任し、後任には、カップ優勝経験がある前ダラス・スターズのヘッドコーチ、ケン・ヒッチコック (Ken Hitchcock) を据えた。また、選手では、新人時代に一大旋風を巻き起こしたバウチャーを放出し、トレードでフェニックス・コヨーテズからマイケル・ハンザス（Michal Handzus）と控えゴーリーとして Robert Esche を獲得した。
2003年になって、プレイオフ第1ラウンドでトロント・メープルリーフスを粘り強く第7試合で下したが、第2ラウンドではまたもセネーターズ相手にいいところなく2勝4敗で敗北した。
フライヤーズがプレイオフに進出するに当たっては、常に紙面での論議が絶えないのであるが、例えば ロマン・チェチマネクのようにラッキーなゴールを許しただけにも拘らず、対セネターズ戦でお粗末なプレーを見せたと公然と痛烈な批判を浴びた選手もあった。チェチマネクは、フライヤーズ在籍中の3年間でGAAリーグ第2位（第1位は、4度のカップ優勝経験を持つパトリック・ロワ）の好成績を残したにも拘わらず、シーズンオフにロサンゼルス・キングスにトレード放出（代償はドラフトの第3巡目指名権）された。チェチマネクの移籍に伴い、フライヤーズは、フリーエージェントでゴーリーのジェフ・ハケット (Jeff Hackett) を獲得するが、同選手はシーズン途中にめまい (vertigo) の疾患によりチームから去った。
こうして Robert Esche がエース・ゴーリーとなると、その活躍によりフライヤーズは2000年以来のカンファレンス決勝進出を果した（この年カップ優勝のタンパベイ・ライトニングに第7試合で敗退）。
2004年3月5日、フライヤーズはオリジナルシックス以外のチームでは初となる記念すべきチーム10,000ゴールを達成する。この試合、フライヤーズ対セネターズ戦は大変に荒れた試合となって、ペナルティ419分とNHL最多記録を残した（更新前の記録は、1981年2月26日のミネソタ・ノーススターズ対ボストン・ブルーインズ戦の406分）。
2005-2006シーズンもプレーオフ進出を果たしたが、2006-2007シーズンはプレーオフどころか、NHL最下位に沈んでしまった。チーム再建の名の下に、チームはキャプテンになりたてのピーター・フォースバーグ(Peter Forsberg)をナッシュビル・プレデターズに放出、見返りでドラ1二名とドラフト指名権2つを手に入れた。一方で、来期以降に向けての正ゴーリーとして、マーティン・ビロン(Martin Biron)をバッファロー・セイバーズから獲得した。
2007-2008シーズン前に、フォースバーグのトレードで獲得したドラフト指名権を利用して、ナッシュビルからキーモー・ティモネン(Kimmo Timonen)とスコット・ハートネル(Scott Hartnell)の交渉権を獲得。6年契約にこぎつけた。シーズンではそのティモネンと生え抜きのマイク・リチャーズ (Mike Richards)がオールスター出場。プレーオフに2年ぶりの登場となり、カンファレンス決勝まで残ったが、ペンギンスとのペンシルベニア対決に敗れた。
2008-2009シーズン前には1970年代のジャージをモデルにした3rd jerseyをデビューさせる。レギュラーシーズンではジェフ・カーター (Jeff Carter)がオールスターに出場するなど飛躍。キャプテンに就任したリチャーズとともにチームを引っ張ったが、プレーオフでは1回戦からいきなりペンギンスにあたり、敗退した。また、2008-2009シーズンにデビューした3rd jerseyは、プレーオフ以降正式なホームゲーム用のジャージとなった（それまでのホームゲーム用のジャージが3rd jerseyになった）。

## トリビア
アジアリーグ所属の日本のアイスホッケーチーム、日光アイスバックスのチームカラーもフライヤーズと同様オレンジ、白、黒である。これは1999年の発足時、限られた時間の中でユニフォームを制定する際、地元のスケートショップにたまたま1チーム分揃っていたのがフィラデルフィア・フライヤーズモデルだったという事情に由来する（『日光アイスバックス10周年オフィシャルブック』より）。